# Delley-Portalban
Delley-Portalban é uma comuna da Suíça, localizada no Cantão de Friburgo, com 904 habitantes, de acordo com o censo de 2010 . Estende-se por uma área de 7,26 km², de densidade populacional de 124 hab/km². Confina com as seguintes comunas: Boudry (NE), Chabrey (VD), Gletterens, Neuchâtel (NE), Saint-Aubin, Vallon e Villars-le-Grand (VD).
A língua oficial nesta comuna é o francês.

## Idiomas
De acordo com o censo de 2000, a maioria da população fala francês (85,3%), sendo o alemão a segunda língua mais comum, com 12,2%, e o albanês a terceira, com 1,7%.